# Emil Kremenliew
Emil Georgiew Kremenliew (bulgarisch Емил Георгиев Кременлиев, wiss. Transliteration Emil Georgiev Kremenliev;* 13. August 1969 in Sofia) ist ein ehemaliger bulgarischer Fußballspieler.

## Karriere

### Bulgarien
Kremenliew gehörte 20-jährig der ersten Mannschaft von Slawia Sofia an, für den er von 1989 bis 1993 in der A Grupa, der höchsten Spielklasse im bulgarischen Fußball, Punktspiele bestritt und die Spielzeiten mit der Mannschaft als Zweit-, Dritt-, Zehnt- und Vierzehntplatzierter abschloss. 
Zur Saison 1993/94 wurde Kremenliew vom Ligakonkurrenten Lewski Sofia verpflichtet, für den er bis zum Jahresende 1995 spielte und mit ihm zweimal die Meisterschaft und einmal den nationalen Vereinspokal gewann. 

### Griechenland / Bulgarien
Zu Jahresbeginn 1996 nach Griechenland gelangt, spielte Kremenliew die Rückrunde der Saison 1995/96 für Olympiakos Piräus in der erstklassigen Alpha Ethniki.
Nach Bulgarien zurückgekehrt bestritt Kremenliew in der Saison 1996/97 erneut Punktspiele für Lewski Sofia, bevor er zur Saison 1997/98 von ZSKA Sofia verpflichtet wurde. Für den Verein spielte er bis zum Jahresende 2000.

### Deutschland
Von Januar bis Dezember 2001 gehörte Kremenliew dem 1. FC Union Berlin an. Zunächst kam er bis Saisonende 2000/01 in der neu strukturierten und nur noch in der in zwei Staffeln ausgetragenen Regionalliga Nord zum Einsatz. Mit seinen 16 Punktspieleinsätzen, in denen er ein Tor erzielte, trug er zur Meisterschaft und zum Aufstieg in die 2. Bundesliga bei, in der er bis zum Jahresende 2001 in elf Punktspielen eingesetzt wurde. Im Kalenderjahr 2001 kam er Saison übergreifend je zweimal im DFB-Pokal-Wettbewerb zum Einsatz. Seine ersten beiden Pokalspiele waren das am 6. Februar 2001 mit 4:2 im Elfmeterschießen gegen Borussia Mönchengladbach gewonnene Halbfinale und das am 26. Mai im Berliner Olympiastadion mit 0:2 verlorene Finale gegen den FC Schalke 04; dabei spielte er 90 Minuten lang. Seine anderen beiden Pokalspiele bestritt er am 26. August 2001 beim 1:0-Erstrunden-Sieg über den MSV Duisburg und am 28. November 2001 beim 3:0-Zweitrunden-Sieg beim SSV Ulm 1846.

### Bulgarien
In seine Heimat zurückgekehrt, spielte Kremenliew die Rückrunde der Saison 2001/02 für Spartak Warna, die Hinrunde der Saison 2002/03 für den Liganeuling PFK Marek Dupniza und abschließend – in der Winterpause gewechselt – die Rückrunde der Saison 2002/03 für den erst 2001 gegründeten unterklassigen Verein Tschernomorez-Burgas-Balgaria.

### Nationalmannschaft
Mit der bulgarischen A-Nationalmannschaft nahm Kremenliew an der Weltmeisterschaft 1994 in den Vereinigten Staaten teil. Er kam in fünf Spielen zum Einsatz; da er beim Achtelfinalsieg gegen Mexiko die Gelb-Rote Karte gesehen hatte, fehlte er im Viertelfinale gegen Deutschland, das Bulgarien mit 2:1 gewann. Am Ende belegte er mit seiner Mannschaft den vierten Platz. Auch bei der Europameisterschaft 1996 in England stand Kremenliew im Kader. Er absolvierte aber nur ein Spiel und musste mit den Bulgaren nach der Vorrunde die Heimreise antreten.

## Erfolge
- Bulgarischer Meister: 1993/94, 1994/95
- Bulgarischer Pokalsieger: 1993/94
- DFB-Pokal-Finalist: 2000/01
- Meister der Regionalliga Nord Aufstieg in die 2. Bundesliga : 2000/01